# Doğan Akhanlı

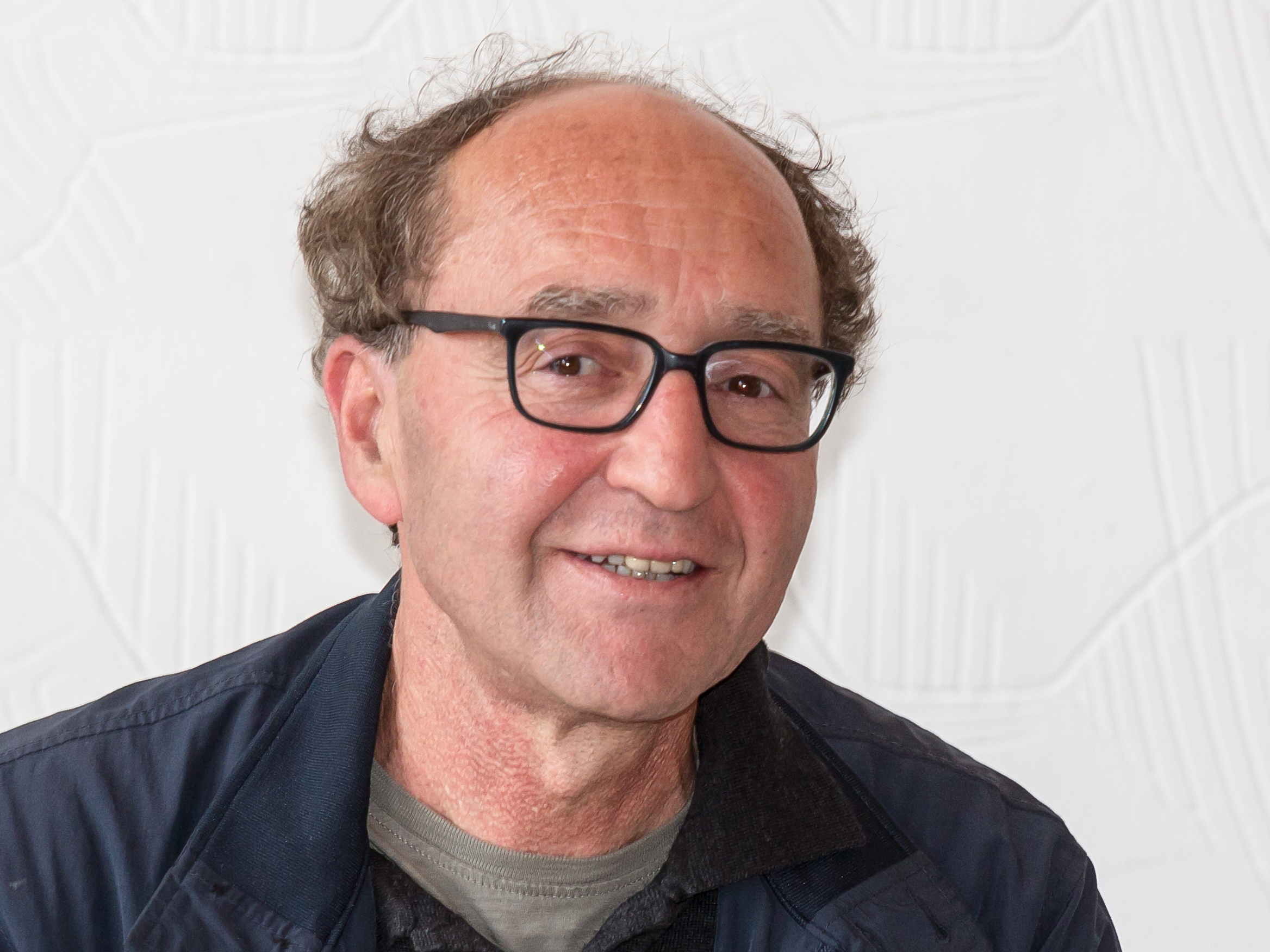
Doğan Akhanlı (Oktober 2017)

Doğan Akhanlı (* 18. März 1957 in Şavşat, Provinz Artvin; † 31. Oktober 2021 in Berlin) war ein türkisch-deutscher Schriftsteller, der überwiegend auf Türkisch schrieb. Er lebte ab 1992 in Köln.

## Leben
Doğan Akhanlı wurde 1957 als Sohn eines Lehrers in der Provinz Artvin am Schwarzen Meer geboren. Seine ersten Kindheitsjahre verbrachte er in einem kleinen Dorf im äußersten Nordosten der Türkei. Mit zwölf Jahren zog er zu einem älteren Bruder nach Istanbul, um dort seine Schulbildung fortzusetzen. Später studierte er Geschichte und Pädagogik in Trabzon.
Nachdem er 1975 wegen des Kaufs einer linksgerichteten Zeitschrift fünf Monate in Untersuchungshaft gewesen war, begann er, sich als Mitglied der illegalen Revolutionären Kommunistischen Partei der Türkei (TDKP) politisch zu engagieren.
Nach dem Militärputsch in der Türkei am 12. September 1980 ging er in den Untergrund. Im Mai 1985 wurde Akhanlı zusammen mit seiner Frau Ayşe und dem 16 Monate alten Sohn verhaftet, wonach er für 2½ Jahre als politischer Häftling im Militärgefängnis von Istanbul saß. Später berichtete er über Folterungen während jener Zeit.
1991 floh er nach Deutschland und beantragte politisches Asyl. Ab 1992 lebte er als Schriftsteller in Köln. 1998 wurde er von der Türkei ausgebürgert, weil er sich geweigert hatte heimzukehren und dort seinen Militärdienst zu leisten. Ab 2001 hatte er nur noch die deutsche Staatsbürgerschaft.
Er war Mitglied der internationalen Schriftstellervereinigung PEN.
2019 wurde Akhanlı mit einer Goethe-Medaille geehrt. In der Preisbegründung wurde hervorgehoben, dass er sich seit langem mit großer Klarheit für Erinnerungskultur und Völkerverständigung zwischen Armeniern, Türken und Kurden ohne jedwede Simplifizierung eingesetzt habe.
Doğan Akhanlı starb am 31. Oktober 2021 nach kurzer, schwerer Krankheit in Berlin, wo er zuletzt gewohnt hatte. Akhanli wurde am 19. November 2021 auf dem Kölner Zentralfriedhof Melaten beigesetzt. Er wurde 64 Jahre alt.

## Werk
1998/99 erschien in türkischer Sprache die Trilogie Kayıp Denizler („Die verschwundenen Meere“). Die ersten beiden Bände heißen Denizi Beklerken („Warten auf das Meer“) und Gelincik Tarlası („Das Mohnblumenfeld“). Der letzte Band Kıyamet Günü Yargıçları („Die Richter des jüngsten Gerichts“) thematisiert den Völkermord an den Armeniern und deren staatliche Unterdrückung und Verfolgung sowie die fehlende Anerkennung des Völkermordes in der Republik Türkei. Die fiktiven Schicksale einiger freundschaftlich miteinander verbundener junger Menschen, die in den vorangegangenen Bänden erzählt werden, beleuchten die politische Entwicklung in der Türkei zwischen den 1970er und 1990er Jahren.
Der Roman Madonna’nın Son Hayali („Der letzte Traum der Madonna“), erschienen 2005, erzählt über den Fall „Struma“, ein Schiff mit über 700 jüdischen Flüchtlingen, das 1942 im Schwarzen Meer versenkt wurde. Das Buch wurde von türkischen Kritikern und Schriftstellern zu den besten zehn Romanen des Jahres 2005 gerechnet. 2009 erschien Babasız günler („Tage ohne Vater“), Ende 2010 Fasıl.
In seinen Romanen, in Aufsätzen und Interviews sowie in Projekten setzte Doğan Akhanlı sich immer wieder für den wahrhaftigen Umgang mit historischer Gewalt und für die Unteilbarkeit der Menschenrechte ein. Er war der Initiator der Raphael-Lemkin-Bibliothek in Köln. Schwerpunkte seines zivilgesellschaftlichen Engagements waren das Gedenken und die Aufarbeitung von Völkermorden des 20. Jahrhunderts – wie der Völkermord an den Armeniern – und der interkulturelle, an Versöhnung orientierte Dialog.
Seine Projekte wurden unter anderem von der Bundesstiftung Erinnerung, Verantwortung und Zukunft gefördert und zuletzt im Jahr 2009 vom Bündnis für Demokratie und Toleranz ausgezeichnet. Akhanlı war Mitarbeiter von „Recherche International e. V.“. Der gemeinnützige Verein befasst sich vorrangig mit der bildungsorientierten Aufarbeitung von genozidalen Gewalterfahrungen.
In einem Interview mit dem Kulturmagazin Rheinische Art äußerte Doğan Akhanlı in der Ausgabe vom März 2011 auf die Frage, wo er seine literarische Heimat sehe: „Ich schreibe auf Türkisch, aber ich lebe in Deutschland. Das ist eine schwierige Situation, denn ich bin nicht Teil der deutschen Literatur; ich bin Teil der türkischen Literatur. Weil ich aber weit von der türkischen Literatur entfernt lebe, ist die lebendige Sprache in der Türkei ein Problem für mich. Ich erlebe ihre Entwicklung nicht, und ich habe demnach keinen so engen Bezug zu ihr – dies ist ein Nachteil. […] Da ich auf Türkisch schreibe, ist alles, was ich verfasse, für die deutschen Verleger nur in einer Übersetzung zu veröffentlichen. Und für die türkischen Verlage ist es von Nachteil, dass ich durch die räumliche Entfernung nicht so präsent sein kann, wie es wünschenswert wäre.“ Zu diesem Zeitpunkt war als einziges seiner Werke der Roman Die Richter des Jüngsten Gerichts auch in deutscher Übersetzung erschienen. Er sagte zudem: „Ich aber bin kein Deutscher.“ Er habe „aufgrund meiner eigenen Erfahrung eine emotionale Beziehung zu Gewalt, Gewaltverbrechen und Völkermord“.

## Festnahmen und juristische Auseinandersetzungen in der Türkei

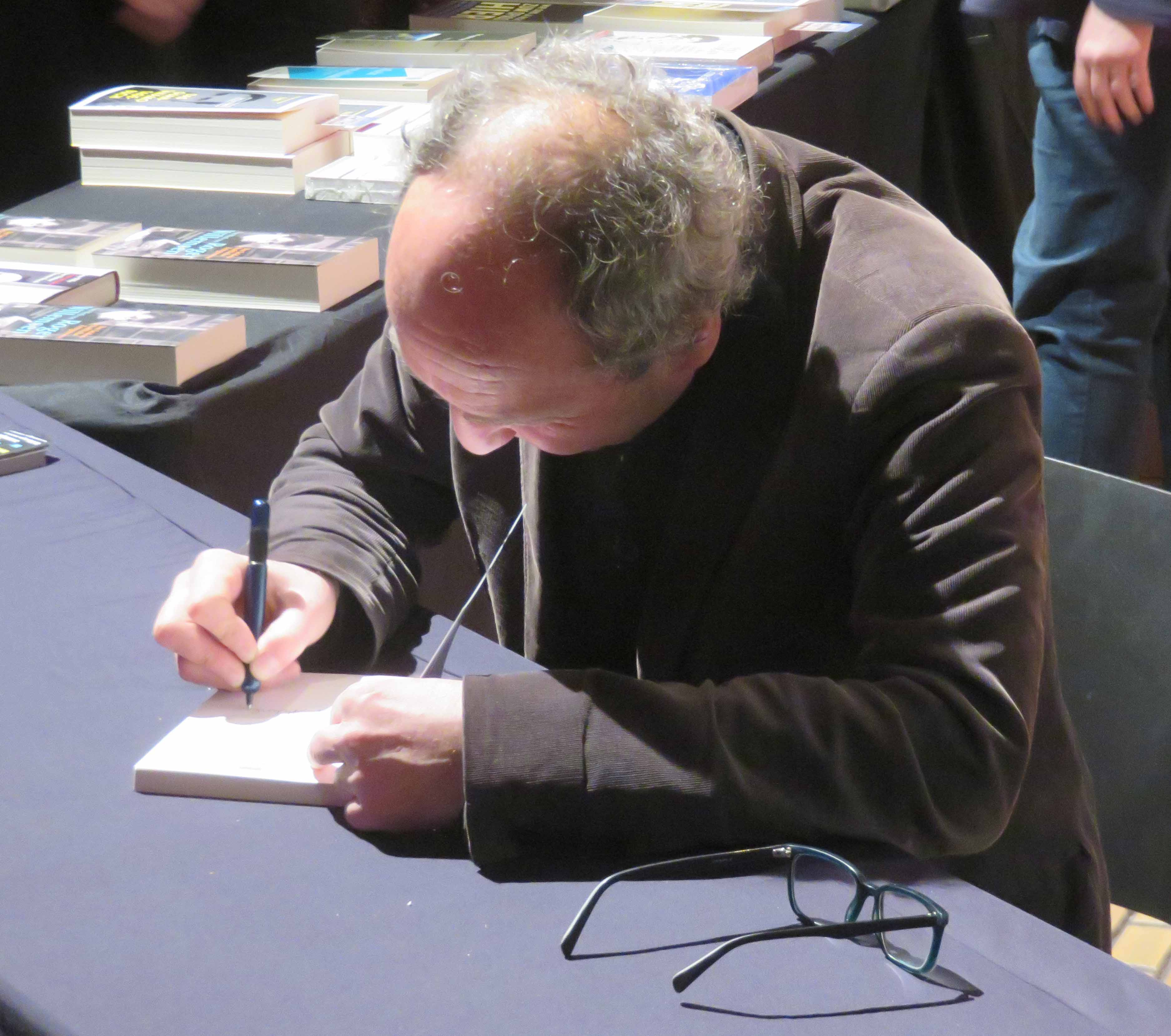
Doğan Akhanlı nach einer Lesung (2018)

### Prozess in der Türkei 2010 bis 2013
Am 10. August 2010 wurde Akhanlı bei der Einreise in die Türkei festgenommen und verbrachte wegen angeblicher Teilnahme an einem 1989 geschehenen Raubüberfall mehrere Monate in Untersuchungshaft. Im Dezember 2010 wurde Akhanlı freigelassen. Der Bundestagsabgeordnete Andrej Hunko und die Politikerin Derya Kilic (beide Die Linke), die als Prozessbeobachter in Istanbul anwesend waren, begrüßten die Freilassung als „längst überfälligen Schritt“.
Der Prozess wurde 2011 in seiner Abwesenheit fortgesetzt. Akhanlı bestritt jegliche Verwicklung in das Verbrechen und bezeichnete die Anklage als politisch motiviert und konstruiert. Am 12. Oktober 2011 wurde Akhanlı in Istanbul aus Mangel an Beweisen freigesprochen. Zwei Zeugen hatten ihre belastenden Aussagen unter polizeilichem Druck gemacht und später wieder zurückgezogen.
Im April 2013 wurde der Freispruch in einem Revisionsprozess aufgehoben und ein internationaler Haftbefehl erlassen.

### Festnahme in Spanien 2017
Am 19. August 2017 nahm die spanische Polizei Akhanlı in Granada auf Verlangen der Türkei fest. Dies geschah nach Angaben seines Anwalts auf Grundlage eines über Interpol gestellten Ersuchens um vorläufige Festnahme („Red Notice“).
Bundesaußenminister Sigmar Gabriel wandte sich gegen eine Auslieferung an die Türkei und forderte eine Einbeziehung Deutschlands in das Auslieferungsverfahren. Außerdem bat er um eine schnellstmögliche konsularische Betreuung. Der Bundestagsabgeordnete Volker Beck fragte, ob die Bundesregierung von der Einstellung des Festnahmeersuchens in das Interpolsystem wusste.
Die Schriftstellervereinigung PEN-Zentrum Deutschland bezeichnete das Verfahren gegen Akhanlı als „eindeutig politisch motiviert“. Ihr Vizepräsident Sascha Feuchert forderte, ihn keinesfalls an die Türkei auszuliefern.
Am 20. August 2017 wurde Akhanlı freigelassen, durfte aber Spanien bis auf weiteres nicht verlassen. Nach Akhanlıs Freilassung warf Bundeskanzlerin Angela Merkel der Türkei den Missbrauch von Interpol vor. Wenige Tage nach der Freilassung löschte Interpol die Red Notice.
Am 13. Oktober 2017 teilte das spanische Justizministerium mit, dass der Ministerrat in Madrid entsprechend einem Vorschlag von Justizminister Rafael Catalá entschieden habe, das Auslieferungsverfahren an die Türkei nicht fortzusetzen. Sein Anwalt schrieb, die Entscheidung sei zwar zu begrüßen; sie komme aber „viel zu spät, um sie als selbstbewussten Widerspruch gegen die Anmaßung der türkischen Regierung“ bewerten zu können. Nach Akhanlıs „Zwangsaufenthalt“ in einem fremden Land könne „nicht einfach zur Tagesordnung übergegangen werden“. Die Verfolgung von Kritikern der türkischen Regierung und die Arbeit von Interpol müssten geprüft werden. Am 19. Oktober 2017 kehrte Akhanlı nach Deutschland zurück. Vier Monate später veröffentlichte Akhanli eine autobiografische Erzählung über seine Haftzeit, betitelt mit Verhaftung in Granada oder Treibt die Türkei in die Diktatur?

## Werke auf Deutsch
- Die Richter des Jüngsten Gerichts. Türkischer Originaltitel: Kıyamet Günü Yargıçları, aus dem Türkischen übersetzt von Hülya Engin, Kitab, Klagenfurt 2007, ISBN 978-3-902005-98-4.
- Die Tage ohne Vater, aus dem Türkischen übersetzt von Önder Endem, Kitab, Klagenfurt 2016, ISBN 978-3-902878-65-6.[31]
- Annes Schweigen – Theaterstück,[32] sein einziges im Original deutschsprachiges Werk[33]
- Verhaftung in Granada oder Treibt die Türkei in die Diktatur?, aus dem Türkischen übersetzt von Hülya Engin,  Kiepenheuer & Witsch, Köln 2018, ISBN 978-3-462-05183-4
- Madonnas letzter Traum, aus dem Türkischen übersetzt von Recai Hallaç, Sujet Verlag, Bremen 2019
- Sankofa, aus dem Türkischen übersetzt von Recai Hallaç, Sujet Verlag, Bremen 2024

## Auszeichnungen
- 2019: Goethe-Medaille[34]